# ポリアンナ症候群
ポリアンナ症候群（ポリアンナしょうこうぐん、英: Pollyanna syndrome）は、直面した問題に含まれる微細な良い面だけを見て負の側面から目を逸らすことにより、現実逃避的な自己満足に陥る心的症状のことである。別の言い方で表すと、楽天主義の負の側面を表す、現実逃避の一種だと言い換えることもできる。
別名を「ポリアンナイズム」「パレアナ症候群」という。

## 語源
名称は1913年にエレナ・ホグマン・ポーターが書いたベストセラー小説『少女パレアナ（少女ポリアンナ）』(Pollyanna)と『パレアナの青春（ポリアンナの青春）』(Pollyanna Grows Up)の主人公パレアナ（ポリアンナ）にちなんでいる。同作は1986年にアニメ化されている（愛少女ポリアンナ物語）。
内容としては「父親を亡くして孤児となったポリアンナが貧しさと不幸に負けず、身の回りで自分に優しくしてくれる人たちの存在に気付いて喜ぶ『よかった探し』で、自らが置かれた絶望的な状況を受け入れつつ生きるための勇気を出す」という物語である。この「ネガティブな事態でも常にポジティブであろうとする」特徴からこの疾患の名前に選ばれたと言われている。

## 主症状
主な特徴として「題の良い部分だけを見て自己満足してしまう」「現状より悪い状況を考え、今そうなっていないことに満足しようとする」ことが挙げられる。